# دختری که بوها را می‌بیند
دختری که بوها را می‌بیند (کره‌ای: 냄새를 보는 소녀) یک مجموعهٔ تلویزیونی کره جنوبی سال ۲۰۱۵ است و از وب‌تون وبگاه کی‌تون با همین نام اثر سو سوکیونگ اقتباس شده‌است و پارک یوچان، شین سه-کیونگ، نام گونگ مین و یون جین سو در آن بازی کردند. این مجموعه از ۱ آوریل تا ۲۱ مه ۲۰۱۵، روزهای چهارشنبه و پنجشنبه ساعت ۲۱:۵۵ (کی‌اس‌تی) از اس‌بی‌اس برای ۱۶ قسمت پخش شد.
عنوان کاری اولیهٔ این مجموعه زوج حساس (کره‌ای: 감각남녀; لاتین‌نویسی اصلاح‌شده: Gamgangnamnyeo) بود پیش از اینکه نام وب‌تون اصلی را به کار گیرد. این مجموعه در صدر رتبه‌بندی کانتنتس پاور ایندکس (سی‌پی‌آی) برای تاثیرگذارترین درام‌ها قرار گرفت.